# Ślepota z Rodrigues
Ślepota z Rodrigues (ang. Rodrigues blindness) – rzadki zespół wad wrodzonych opisany w 1992 roku u rodzeństwa z wyspy Rodrigues, objawiająca się wrodzoną ślepotą związaną z malformacjami narządu wzroku (małoocze, microcornea, sclerocornea), średniego stopnia opóźnieniem umysłowym, niskorosłością, cechami dysmorficznymi twarzy (wąski grzbiet nosa, wydatne uszy), rzadkimi i cienkimi włosami oraz wadami zębów.